# Seznam vzorků mise Mars 2020
V rámci mise Mars 2020 nasbíral rover Perseverance celkem 19 vzorků marsovských hornin (k 23. květnu 2023). Na palubě se nachází celkem 38 zkumavek na vzorky a 5 zkumavek na svědky.

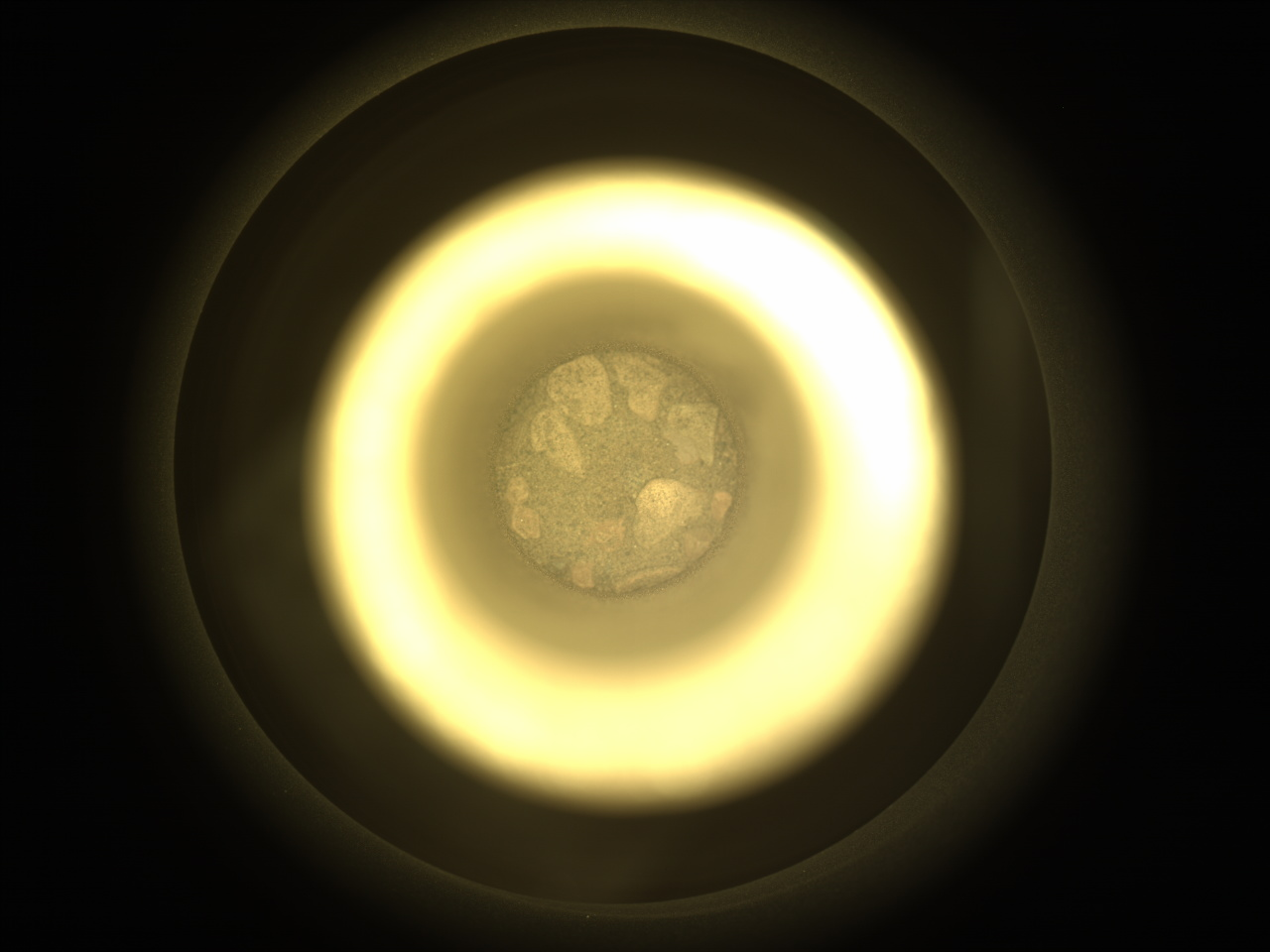
První vzorek odebraný roverem Perseverance

## Vzorky
|    | Název vzorku | Datum odebrání | Místo odběru                  | Typ vzorku    | Rozměry | Fotografie |
| -- | ------------ | -------------- | ----------------------------- | ------------- | ------- | ---------- |
| 1. | Roubion      | 6. srpna 2021  | Skála Roubion, Polygon Valley | atmosférický  |         |            |
| 2. | Montednier   | 6. září 2021   | Skála Rochette, Artuby Ridge  | jádro horniny |         |            |
| 3. | Montgnac     | 8. září 2021   | Skála Rochette, Artuby Ridge  | jádro horniny |         |            |